# Cocco Bill
Cocco Bill es una serie de historieta italiana creada por Benito Jacovitti que parodia el género del western. Después de la muerte de Jacovitti, ocurrida en 1997, la serie fue continuada por Luca Salvagno.
La editorial Buru Lan publicó en España las historietas de Cocobill en la primera mitad de los  años 70, con impresión de Heraclio Fournier, en la colección "Héroes de papel".

## Argumento y personajes
Cocco es un temperamental pistolero que, en lugar de whisky, bebe manzanilla, lo que provoca algunas burlas a las que responde iracundo. A pesar de eso, es un buen chico que ayuda a los sheriffs a capturar criminales y bandidos.
El caballo de Cocco se llama Trottalemme (que significa "trote lento"). Es un animal que razona como un humano, fuma y bebe tequila.

## Estilo
Como suele suceder en las historietas de Benito Jacovitti, cada página esta llena de elementos extraños: salamis con patas, gusanos con sombrero, raspas de pescado, caballos de dos patas montados por hombres con cuatro piernas y otros absurdos.

## Adaptaciones
En 2001 Cocco Bill fue adaptado para una serie de dibujos animados de 104 episodios de 13 minutos cada uno.